# 叻報

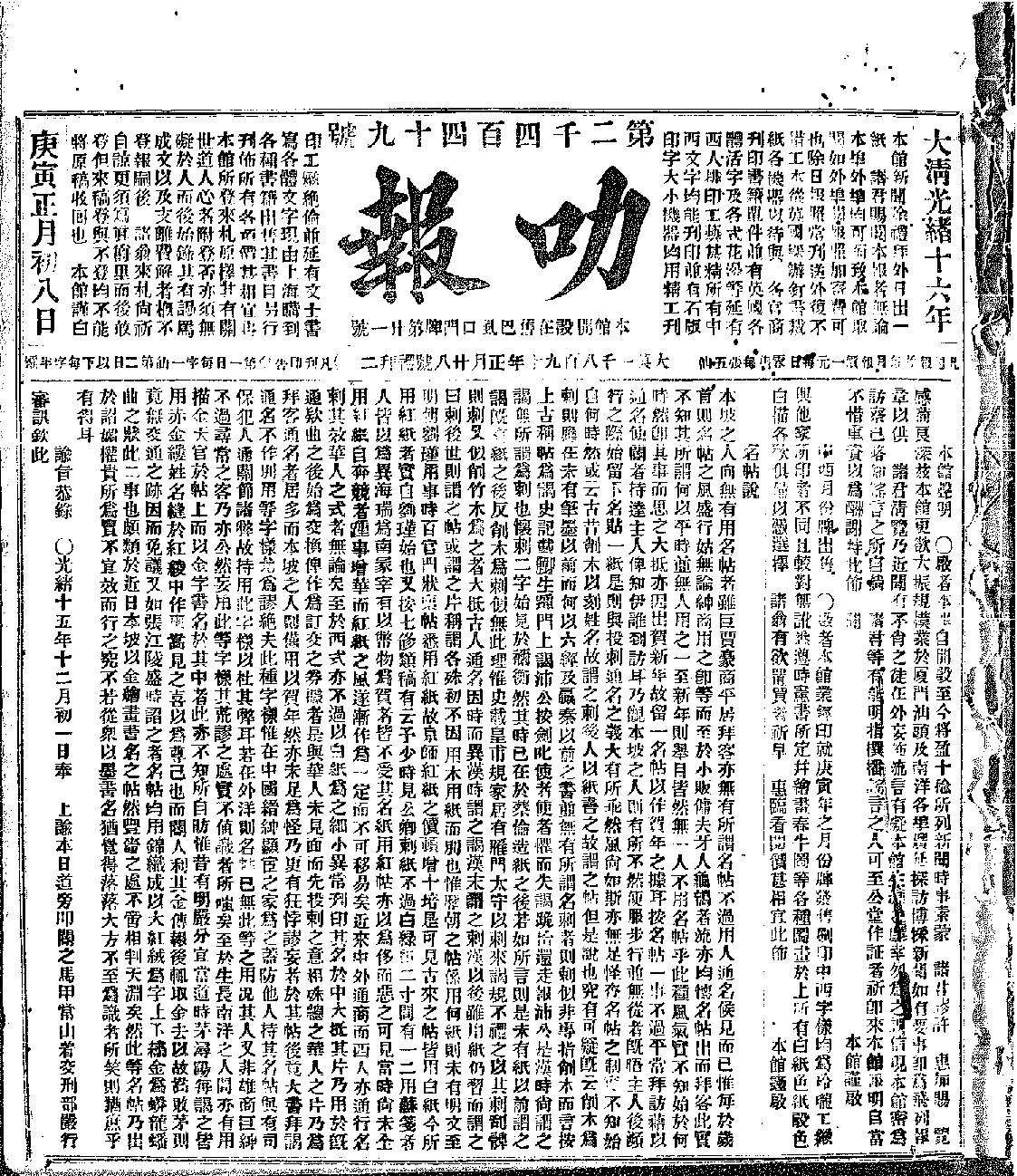
叻報，1890年8月28日

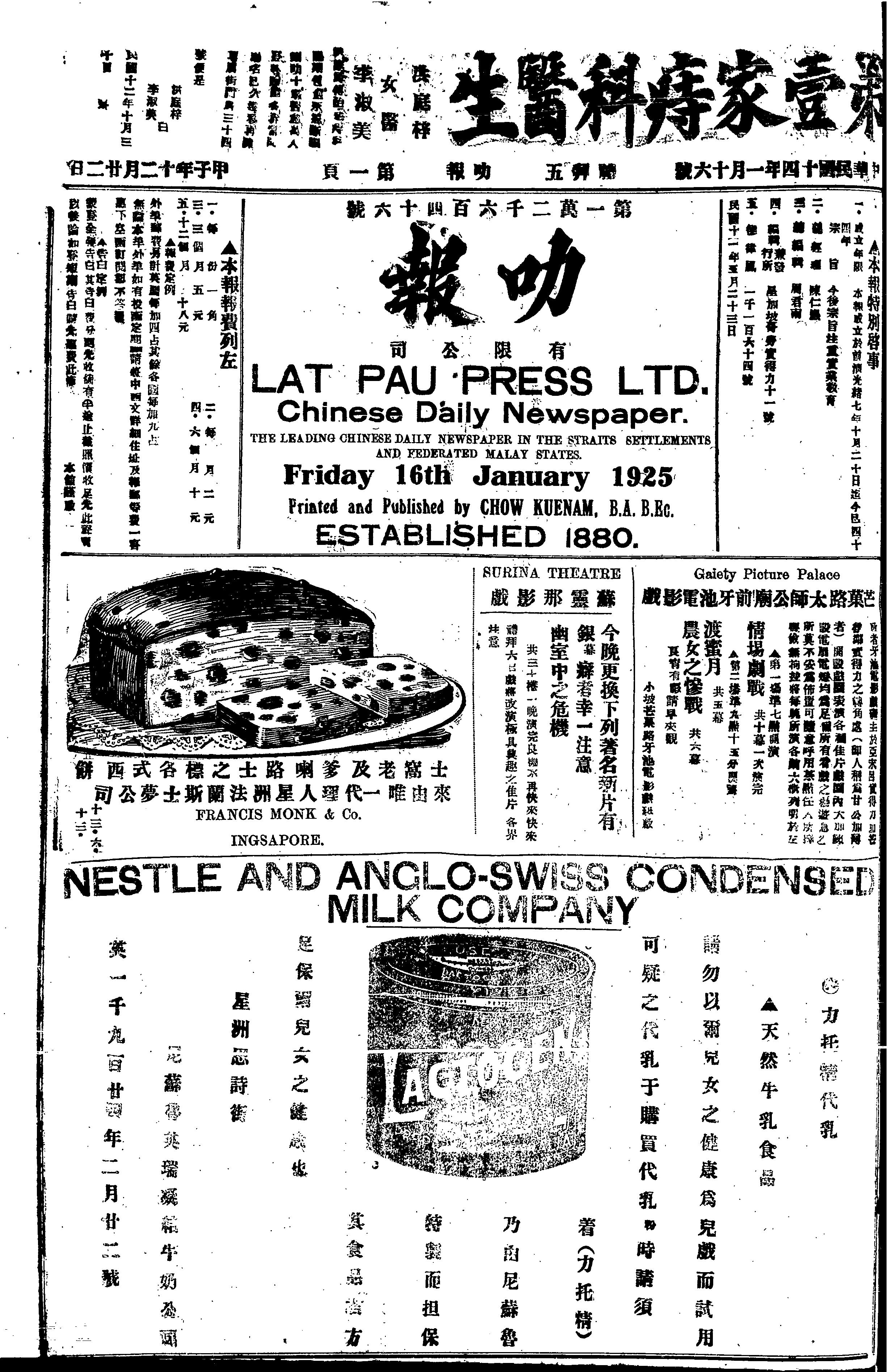
叻報，1925年1月6日。頭版內文開始使用白話文

《叻報》是戰前新加坡第一個出版的中文報紙。首次出版於1881年12月，到1932年3月發行停止，《叻報》流通有52年，因此是第二次世界大戰之前新加坡最長存在的華人報紙。
起初，《叻報》使用文言文；1925年之後，所有文章轉換到白話文。
《叻報》名稱來自新加坡的別稱「叻埠」或「石叻」，為马来语selat（「海峽」）之音譯。